# Nusch Éluard
Nusch Éluard, de nacimiento Marie Benz o Maria Benz (Mulhouse, Alsacia, entonces parte del Imperio alemán, 21 de junio de 1906-París, 28 de noviembre de 1946) fue una artista francesa, nacida alemana, de espectáculos de variedades, modelo y musa del grupo de artistas del surrealismo como Man Ray, Pablo Picasso, Joan Miró, Valentine Hugo o Dora Maar. Según personas cercanas, en origen, es la inspiradora y destinataria de Libertad, uno de los poemas más famosos del siglo XX escrito por su marido Paul Éluard. Después de la ruptura del pacto germano-soviético en 1941, colaboró con la Resistencia Francesa durante la ocupación nazi de Francia en la Segunda Guerra Mundial.

## Trayectoria
Marie Benz nació en Mulhouse, entonces ciudad principal del distrito Reichsland de Alsacia-Lorena dentro del Segundo Reich, de Marie Joséphine Juchert y Auguste Benz, propietario de una carpa teatral ambulante con la que recorrían la zona de Sundgau e incluso más allá de la frontera suiza. Toda su vida conservó un fuerte acento originario de la región del Alto Rhin.
Conocida como Nusch, existen dos teorías sobre este sobrenombre. Una dice que su padre cariñosamente la llamaba Nusch (Nouche), es decir, nuez, en el sentido de que era un hueso duro de roer y uno podía romperse los dientes con ella. La otra afirma que era la manera en que Max Bill, el arquitecto suizo de la Bauhaus con el que iba a casarse antes de conocer a Paul, se dirigía a ella en homenaje a la ópera de Paul Hindemith Das Nusch-Nuschi, estrenada en 1921.
Durante su infancia estalló la Primera Guerra Mundial y la familia atravesó dificultades económicas. Recordaba que con trece años, había hecho cola a la puerta de un cuartel para conseguir un plato de sopa caliente. Ya con 10 años, su padre la había sacado de la escuela para que trabajara en el teatro ambulante. Le enseñó acrobacias y todo tipo de números escénicos e ideó para ella uno de contorsionismo y acrobacia que se convirtió en la principal atracción y en la primera fuente de ingresos del pequeño teatro familiar.
En 1920, Augustus Benz, que había adquirido la nacionalidad francesa tras la guerra, por el Decreto de 14 de diciembre de 1919, alentó a su hija de 14 años a aceptar la propuesta de un teatro de la capital alemana. En el Berlín ilegal y vanguardista de Anita Berber, solo consiguió interpretar pequeños papeles como el de una obra de August Strindberg, que fue un fracaso. Para sobrevivir, tuvo que posar como modelo de postales eróticas y ocasionalmente prostituirse. Finalmente, regresó a Mulhouse.
Cuando alcanzó la mayoría de edad en 1928, se fue a París. Los Felices años veinte habían terminado y no era fácil sobrevivir pero fue consiguiendo pequeños trabajos con más o menos éxito en el mundo del espectáculo. Una foto la muestra en una obra del sueco August Strindberg, interpretando a una mujer mayor en la revista Sie und Er (Ella y él). A principios de 1929, adoptó el nombre artístico de Maja Benaro y encontró un papel estable como asistente de un hipnotizador en un espectáculo del teatro Grand-Guignol, de André de Lorde, especializado en números de terror. También participó un espectáculo de catalepsia al estilo de Charcot y logró cierto éxito como médium. Era una época en la que a los actores no les pagaba el teatro sino que, como a los artistas callejeros, les pagaba el público o bien obtenían dinero de los encuentros que seguían al espectáculo. Para pagar su pequeña habitación de hotel cerca de la Estación de Saint-Lazare, los días que no había función, solía ataviarse con ropa y accesorios del teatro para recorrer las aceras de los Bulevares de París ofreciendo servicios de cartomancia o quiromancia.

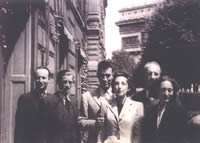
Nusch Éluard, primera por la derecha, con Susana Soca el día de la liberación de París, Sherban Sidèry, Pierre Leyris, Hubert de Saint Sennay y Paul Éluard.

El 21 de mayo de 1930, Éluard paseaba cerca de las Galerías Lafayette cuando se le acercaron René Char y Paul Éluard que acostumbraban a salir juntos con la esperanza de tener un encuentro con una mujer como el que relata André Breton en su novela Nadja. La alcanzaron cuando iba a refugiarse en el metro. Les contó que era figurante del teatro Grand-Gignol, pero en ese momento estaba sin empleo, así que aceptó el refrigerio que le ofrecieron en un café ubicado en la esquina de Chaussée d'Antin y el Boulevard Haussmann. A los pocos días, la actriz se mudó al apartamento que Paul había compartido con Gala, su primera esposa, en la calle Becquerel 7, de Montmartre. Su llegada cambió la vida del poeta que comenzó junto a ella una época de equilibrio, serenidad y estabilidad. También, aunque sin ser consciente, influyó en su evolución política de una forma decisiva puesto que ella, a diferencia del escritor, sí había crecido en una zona obrera y conocía su problemática. Solía hablar con emoción de los mineros del Sarre. Mantuvieron una relación abierta sustentada en la consideración de que la pareja convencional castraba la creatividad.
Entró en el círculo del Surrealismo y desde el primer momento se convirtió en la musa inspiradora no solo de Paul sino de todos los miembros, para los que supuso una figura fundamental. Su objetivo vital se orientó a proporcionar bienestar al escritor y también al grupo. Se integró en su forma de vida basada en mantener relaciones estrechas, prestarse ayuda, mostrarse afecto o compartir vacaciones siempre buscando incentivar la creación artística. Antes de la Segunda Guerra Mundial, fueron frecuentes las visitas a casas de sus amigos tanto en Francia como en el extranjero. Con ellos disfrutó de estancias en Mougins, Cadaqués, Carcasona, Cornualles o Antibes. También se vio obligada en numerosas ocasiones a hacer retiros en el campo o en sanatorios como el de Davos a causa de sus problemas de salud o los de su pareja.

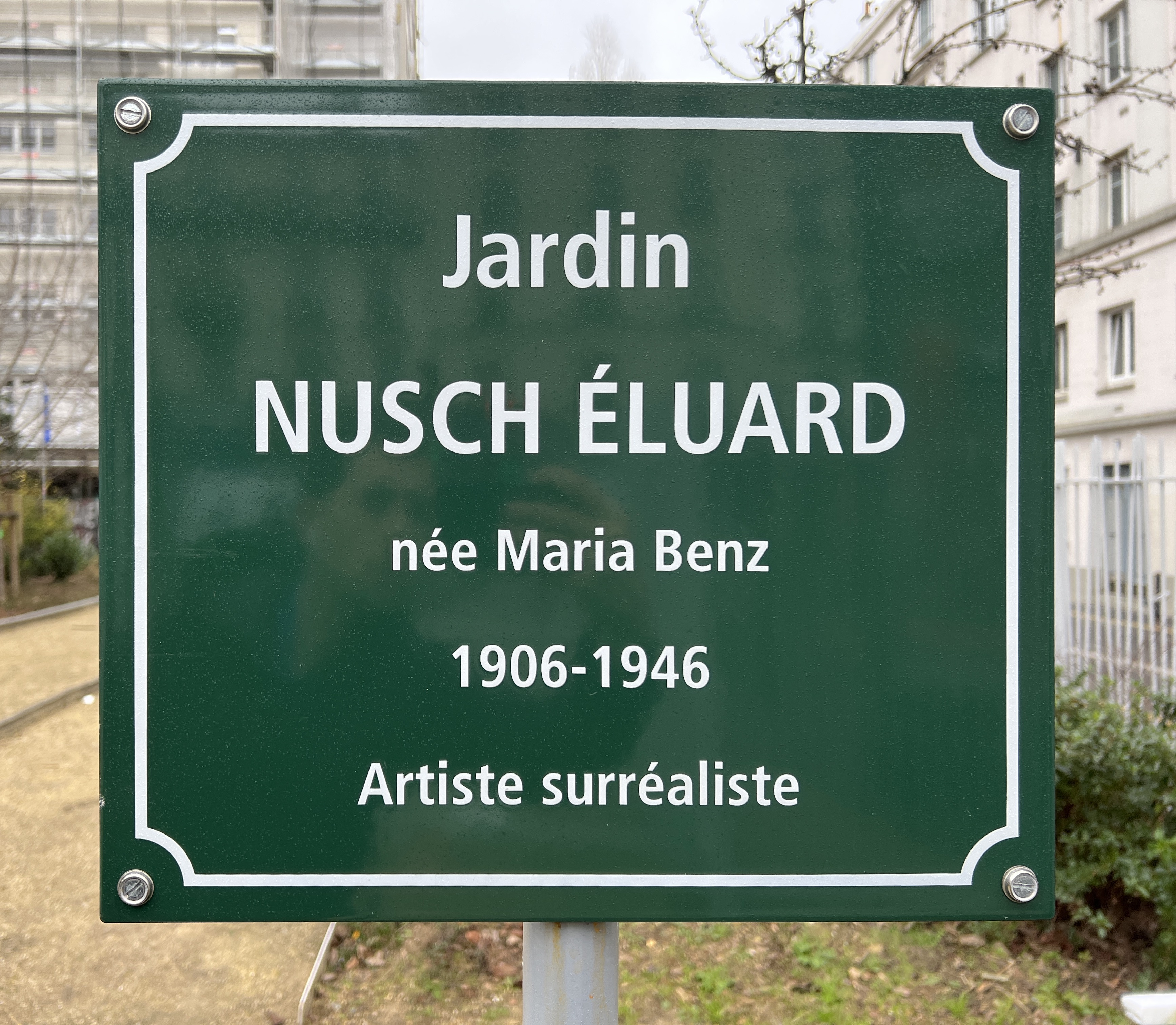
Placa del jardín Nusch Éluard, París.

Hasta después de la guerra tuvieron algunas dificultades económicas que fueron solventando vendiendo obras de arte o el patrimonio de Paul, también con las aportaciones de su madre o de Valentine Hugo, buena amiga de la pareja y con los ingresos de sus propios trabajos como modelo. Conoció a Salvador Dalí y Gala durante el verano de 1930 en Cadaqués, donde viajó con Paul y René Char a la vuelta del que Gala le pidió el divorcio, por lo que la pareja se tuvo que mudar a un estudio en el número 42 de la calle Fontaine, el mismo edificio en el que vivía su amigo, el poeta André Breton.
En 1931, Paul propuso a Man Ray que la retratara. El resultado de las sesiones en las que Éluard posó en el taller del fotógrafo fueron publicadas en importantes revistas como Harper’s Bazaar para anunciar joyas. En julio de ese mismo año viajó en coche a Bretaña en compañía de Paul, Breton y Valentine Hugo con la que siempre mantuvo una profunda amistad y a la que también inspiró algunas obras, pero el clima húmedo perjudicó la salud de Paul y la pareja se vio obligada a volver a París antes de lo previsto mientras que Hugo y Breton continuaron el viaje. Sin embargo, cuando estos regresaron a París, de nuevo emprendieron viaje los cuatro, esta vez a Provenza. De esta época se conservan ejemplares del juego del cadáver exquisito.
El 21 de agosto de 1934, después de casi cuatro años de convivencia, la modelo se casó con Eugène Grindel, alias Paul Éluard en los juzgados del distrito XVII de París. Sus testigos fueron André Breton por parte de Paul y René Char por parte de ella. Su padre, que vivía en Estrasburgo en aquel momento no pudo asistir, su madre ya había fallecido. Jeanne Grindel les regaló un viaje a Bruselas que cerraron con una estancia en Mulhouse para visitar a su abuela.
El final del invierno de 1934 lo pasó en Niza, cerca de Tristan Tzara y Greta Knutson donde viajó acompañando a su pareja que necesitaba reposo. Se les unieron Char y su esposa Georgette Goldtein. Su situación económica era tan mala que se vieron obligados a vender una obra de arte para pagar la habitación de hotel. Durante la estancia, Knutson realizó un retrato de la modelo. Las distracciones durante aquellos días consistieron en animadas charlas, paseos y el juego del cadáver exquisito, del que se conservan algunos ejemplares en los que participó Éluard.
Pablo Picasso gran amigo de Paul desde que lo conoció, invitó a la pareja en varias ocasiones a su casa de la calle Grands-Augustins y pasó vacaciones con ellos en el hotel Vaste Horizon de Mougins en compañía también de Lee Miller, Man Ray, Adrienne Fidelin y Roland Penrose. Éluard fascinó a Picasso, que la inmortalizó en varios retratos durante aquellos encuentros.

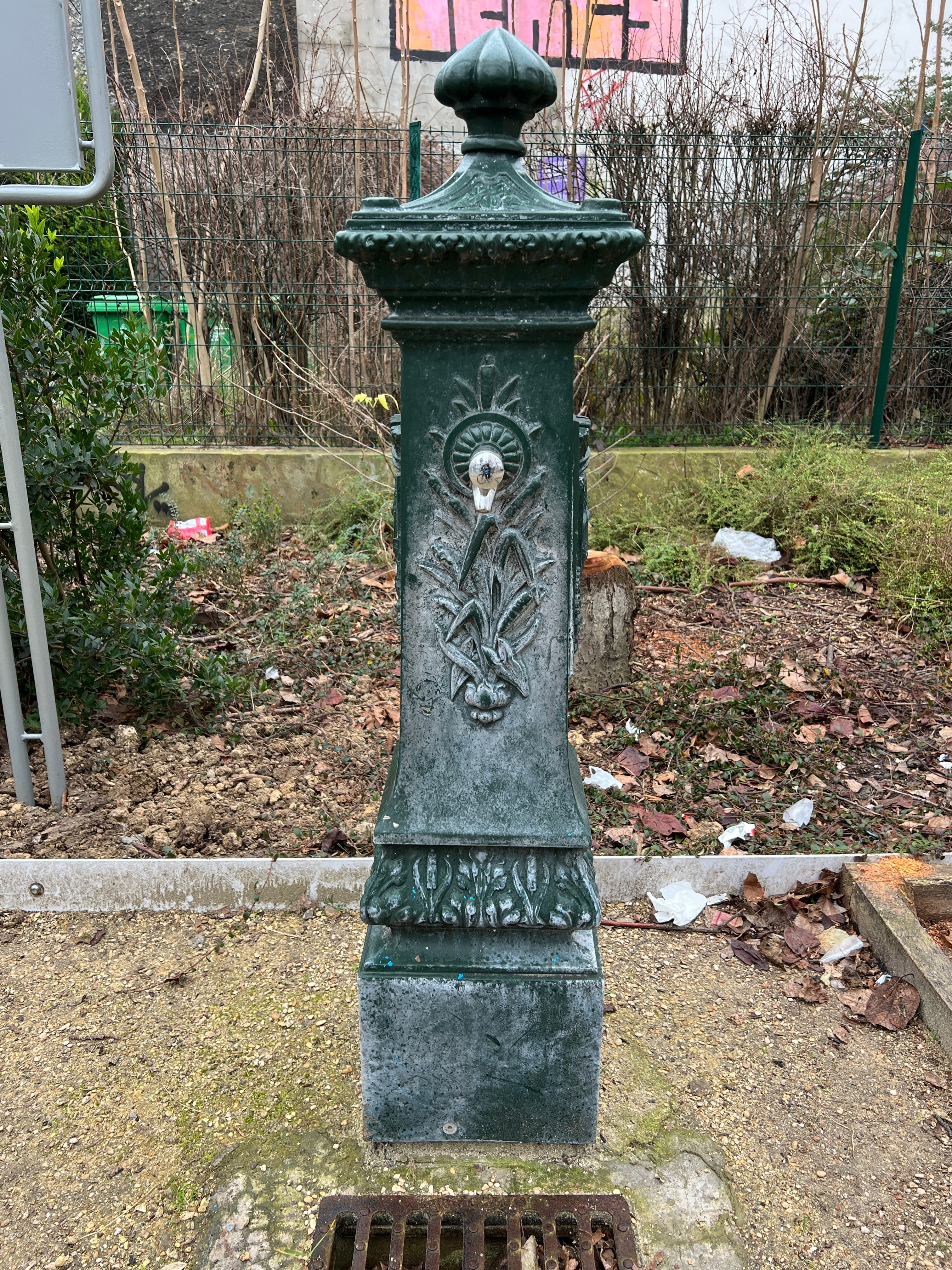
Pequeña fuente Wallace en el jardín Nusch Éluard, París.

En el verano de 1936, viajó a Cornualles donde pasó unos días junto a su marido y algunos amigos en casa del escritor surrealista inglés Roland Penrose. Fue al año siguiente, a raíz de acudir a la consulta del psicoanalista Jacques Lacan por padecer insomnio, cuando comenzó su producción artística de collages.
Al estallar la Segunda Guerra Mundial en 1939, Paul Éluard, de cuarenta años, fue movilizado a un puesto administrativo. Tuvo dos destinos y ella siempre se mantuvo cerca. Tanto en Mignières en el Loiret, como el escaso tiempo que pasó en Saint-Sulpice-la-Pointe en el Tarn, Éluard consiguió alquilar una habitación y proporcionar al escritor un hogar cada noche para que no tuviera que quedarse en el cuartel. Paul fue desmovilizado el 19 de julio de 1940 por problemas de salud y la pareja fue a Carcasona para ver a su amigo Joë Bousquet. Cuando regresaron a París, encontraron un pequeño apartamento en el número 35 de la calle Chapelle, ahora calle Marx Dormoy. La salud de la modelo empeoró y al año siguiente, en julio de 1941 fue hospitalizada pasó la convalecencia en Ambrières y después en Melleray como invitada de Marcel Fautrad, amigo de Cécile Éluard, la hija de Paul y de su marido Luc Decaunes.
Durante la ocupación de Francia, continuó colaborando en el proceso creativo de Paul que tuvo una etapa muy prolífica. Por primera vez sus poemas se vendían bien y ganaron dinero con ellos, pero era época de escasez y no se conseguían muchas cosas para vivir con comodidad. Al mismo tiempo, Paul solicitó su readmisión en el Partido Comunista Francés. Éluard colaboró en todas sus acciones y fue ella la que expuso su cuerpo en la calle más de una vez para traer o llevar materiales de la resistencia. Entre el 15 de enero y el 15 de marzo de 1942, pasaron unos días en Vézelay alojados en la residencia de su editor Christian Zervos y su esposa y en el Hôtel du Cheval Blanc. Su militancia, llegó a ponerlos en peligro y desde noviembre de 1943 hasta febrero de 1944 se refugiaron en el Hospital psiquiátrico Saint-Alban-sur-Limagnole, en Lozere gracias a un diagnóstico de "ligero nerviosismo" que firmó el doctor Bonaffé para salvarlos de los nazis. Tras la guerra, Éluard se dedicó a viajar con Paul, que recibió muchas solicitudes para impartir conferencias por Europa. El 23 de septiembre de 1946, tuvo la oportunidad de asistir al primer Festival de Cannes.

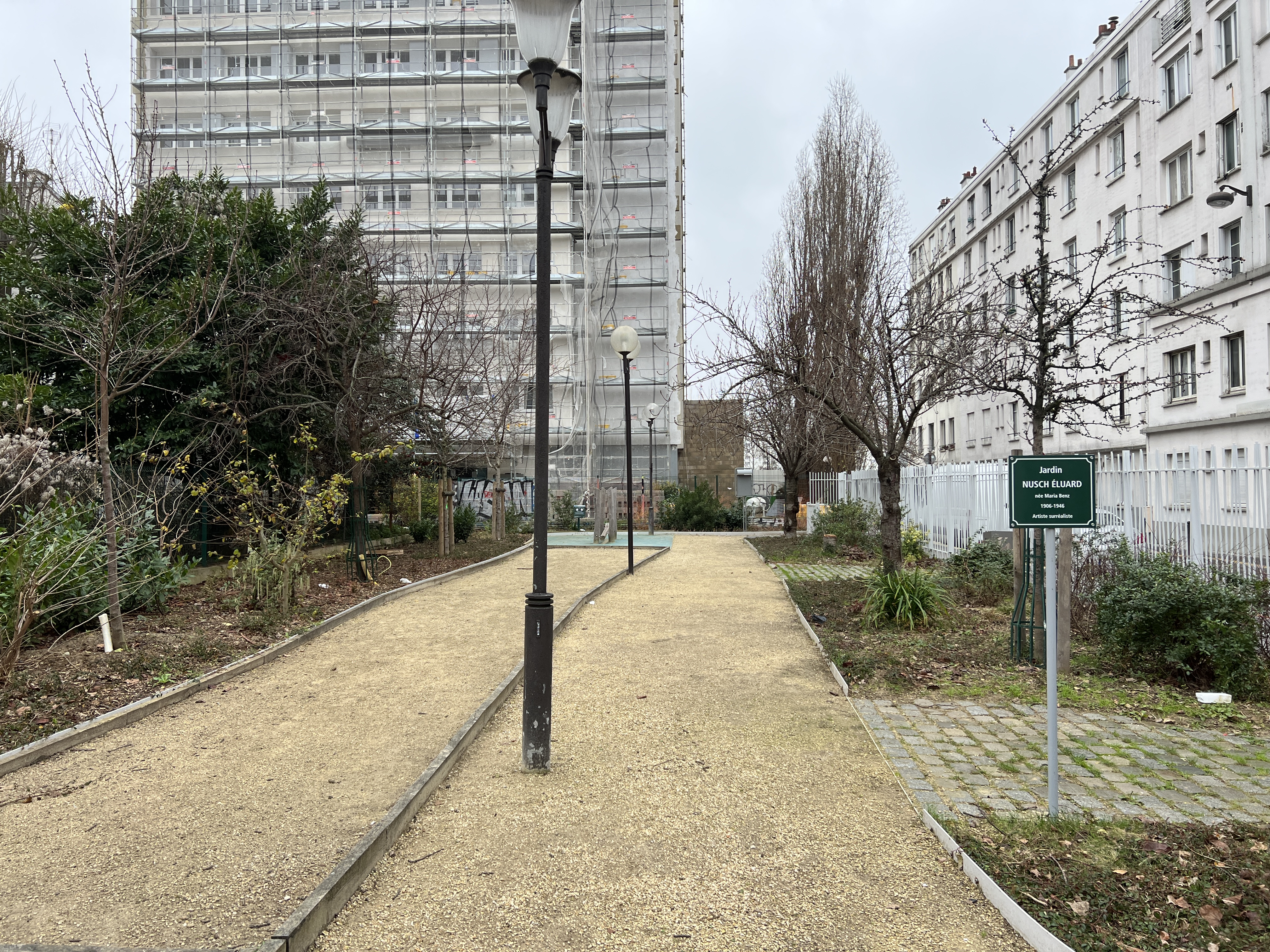
Jardín Nusch Éluard. París XVIII

En noviembre de 1946, Paul fue solo a Ginebra para hacerse un chequeo y encontrar un espacio de tranquilidad para escribir. Ella se quedó en París cuidando a su suegra ya mayor, enferma y arruinada a consecuencia de la guerra. Asistió con Valentine Hugo al espectáculo Romeo y Jeannette de Jean Anouilh en el Teatro Atelier, donde Hugo le presentó al príncipe Yusupov. Éluard quedó muy impresionada de haber tocado la mano “del que había matado a Rasputín”. Murió a los pocos días, repentinamente de un derrame cerebral el 28 de noviembre de 1946, en casa de su suegra Jeanne Grindel, en presencia de Cécile, la hija de Paul. Fue enterrada el 2 de diciembre en el cementerio de Père-Lachaise (84.ª División).
Presencia en la obra de Paul Éluard
Compañera sentimental del poeta Paul Éluard durante 15 años, inspiró gran parte de su producción poética. Dejó huella en La vida inmediata (1932), que contiene los primeros cincuenta y cuatro poemas inspirados por ella en el año en que se conocieron. También lo hizo en su siguiente libro La rosa pública (1934), un himno a la belleza femenina, que supuso para Paul el cierre de la etapa de su vida en común con Gala. Fácil de 1935, contiene doce imágenes de ella desnuda solarizadas por Man Ray, que complementó con doce poemas. El siguiente volumen, Los ojos fértiles de 1936, fue editado por G.L.M. y se publicó con un retrato y cuatro ilustraciones de Pablo Picasso, incluye el poema Intimes.
El poema más famoso de Paul Éluard, Libertad, data de 1942, pero parece ser que originalmente había nacido como un poema de amor hacia ella, que años después el autor transformó en combativo. Se cuenta que, en febrero de 1942, la modelo ocultó la cuartilla con el poema manuscrito en una caja de bombones para llevarla a una imprenta de la Resistencia francesa. Tiempo después, aviones de la Real Fuerza Aérea Británica lanzaron miles de copias del Liberté sobre la Francia ocupada por los nazis y el poema se convirtió en un icono.
Un año tuvo que pasar desde la muerte de su esposa para que el autor sacara el poemario de despedida El tiempo se acaba, ilustrado con once fotografías de la modelo en blanco y negro tomadas por Man Ray y Dora Maar. Lo publicó, en 1947, bajo el pseudónimo Didier Desroches en los Cahiers d'art de Christian Zervos. En él dejó escrito:
Vingt-huit novembre mil neuf cent quarante six
Nous ne vieillirons pas ensemble
Voici le jour
En trop : Le temps déborde.
La tirada de Cuerpo memorable (1947) fue de 26 ejemplares y recoge una colección de poemas de Paul a su esposa, ilustrados por Valentine Hugo, que publicó por primera vez Pierre Seghers bajo el seudónimo de Brun, en 1947 en una colección de poesía. Se reeditó en 1948 y en 1957, esta última edición fue ilustrada con fotografías de Lucien Clergue y una cubierta de Pablo Picasso, se añadió además un poema de Jean Cocteau.
Musa del Surrealismo
Adoptada por los surrealistas como una de sus inspiradoras o musa es la figura femenina que encarna la regeneración a través del deseo y la libertad. Conforma también uno de los elementos del imaginario poético de André Breton y sus amigos, el de una maga y vidente en el límite entre el mundo real y el imaginario. A pesar de no corresponder a los cánones de la belleza femenina, todos quisieron pintarla, Pablo Picasso, René Magritte, Salvador Dalí, Roland Penrose, Henri Matisse, Greta Knutson, Valentine Hugo,  o Joan Miró. Se prestó en cuerpo y alma a posturas estudiadas para la investigación fotográfica de Man Ray, Lee Miller o Dora Maar. Posó para escultores como Apel·les Fenosa y también inspiró a artistas como René Char y Tristan Tzara.

## Obra
La principal obra artística que Éluard dejó para la posteridad fue su propia existencia, su influencia inspiradora en Paul Éluard y el resto de figuras del Surrealismo con las que compartió su vida. Además de este papel, se cuenta en la actualidad con las siguientes obras:

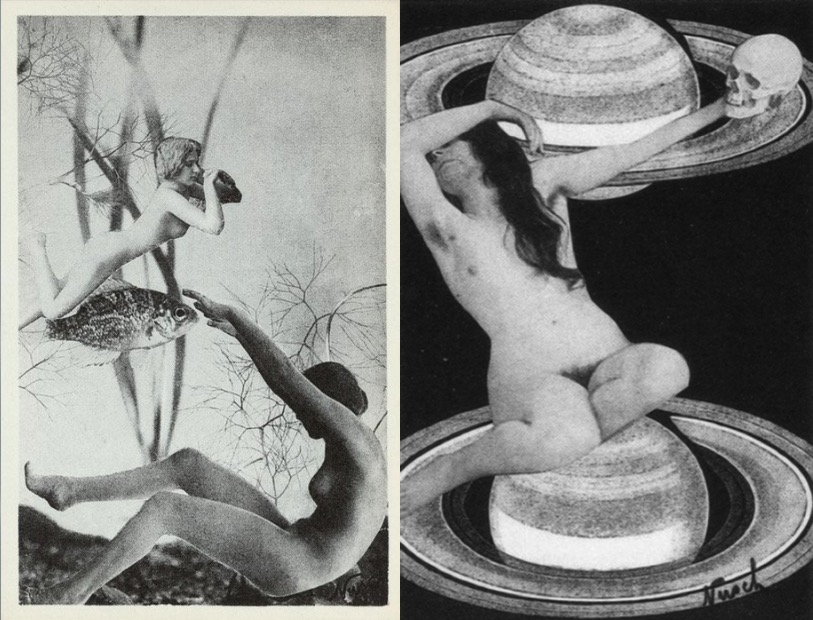
Collages

### Cadáveres exquisitos
A raíz de las vacaciones de 1931 que pasó en compañía de Paul, Breton y Valentine Hugo, el juego de los Cadáveres exquisitos se convirtió en uno de los entretenimientos favoritos de las dos parejas del que se conservan varios dibujos firmados por los cuatro. Igualmente se conservan Cadáveres exquisitos en colaboración con Tristan Tzara y su esposa, la pintora Greta Knutson de su estancia en Niza en 1934.

### Collages
En 1935 o 1936, Éluard sufría insomnio y tras consultar con sus personas de confianza y probar los consejos recibidos, decidió visitar a un psiquiatra y parece que acudió a la consulta de Jacques Lacan quien le propuso escribir en un diario o tener un cuaderno en para relajar su mente dibujando lo que pasaba por su cabeza de forma que le resultara agradable. Pero ella rechazó la idea, diciendo que no tenía ningún talento artístico. Pero tiempo después, empezó a recortar fotografías de revistas y reconstruirlas en collages. Utilizó postales como base sobre las que añadía elementos de su propia elección. Mostraban desnudos en escenarios determinados y a menudo se organizaban para contar una historia. Parece ser que en menos de una semana recuperó el sueño y dejó de realizar estas composiciones que, sin embargo, sirvieron para demostrar que tenía una mente creativa.
En la década de 1970, el escritor, editor y marchante de arte especializado en Dadaísmo y Surrealismo, Timothy Baum, compró dos o tres de estos collages en una subasta y descubrió en una de las esquinas inferiores, la firma "Nusch". En el Album Éluard publicado por la Bibliotheque de la Pléiade (Gallimard) con motivo de la salida a la venta de las obras completas de Paul Éluard, descubrió otra obra que se presentaba como "Collage de Paul Éluard" y que también tenía la misma firma. Así que, trató de encontrar y catalogar el mayor número posible de los collages que él ya atribuyó a la modelo y encontró cinco obras más de este tipo. Incluso una de ellas, titulada Bois des Iles, había sido incluida en la serie de postales surrealistas de Georges Hugnet, La Carte Surrealiste, publicada en 1937.
Tras agotar todas las fuentes posibles, Baum decidió dejar de buscar y publicó sus descubrimientos en un pequeño volumen titulado Collages Dreams, por Nousch Éluard, en 1978, en la editorial neoyorquina en la que participa, Nadada Éditions. Según sus palabras, posteriormente descubrió otro collage que se encuentra en una colección privada en Londres. También afirmó que la historia de la lucha de la modelo contra el insomnio y la subsiguiente visita al psiquiatra, se la había contado Man Ray a principios de los 70.
- [st], 1936, mujer sentada.
- [st], 1936, mujer acróbata.
- [st], 1936, pareja desnuda.
- "Bois des îles", en Coll., La Carte surréaliste, 1.ª serie, n ° 20, G. Hugnet ed., París, 1937, 9,1x14,1 cm., Postal en blanco y negro sobre papel cuché,
- [st], en M. Ray, Les Mains Libres, J. Bucher ed., París, 10 de noviembre de 1937.
- [st], en L'Album Éluard, La Pléiade, 1968.

## Reconocimientos
En 2021, el Ayuntamiento de París decidió el cambio de nombre del Jardin de l'impasse de la Chapelle, en el Distrito XVIII, por el de Jardin Nusch Éluard.